# Michal Vorel
Michal Vorel (Praga, 27 giugno 1975) è un ex calciatore ceco, di ruolo portiere.

## Palmarès

### Club

#### Competizioni nazionali
- Campionato ceco: 1

Slavia Praga: 2007-2008